# Стратегические ядерные силы Российской Федерации
Стратегические ядерные силы Российской Федерации (СЯС РФ) — обобщённое название основного вооружения войск и сил в Вооружённых силах Российской Федерации, имеющих в качестве основного вооружения стратегическое и тактическое ракетно-ядерное вооружение. Иногда называются ядерной триадой.
По состоянию на 1 сентября 2018 года, на основании официального заявления МИД РФ и по оценке группы международных экспертов (на основании данных, предоставленных в рамках обмена по договору СНВ-III), в составе стратегических ядерных сил России находится 517 развёрнутых стратегических носителей ядерного оружия — межконтинентальных баллистических ракет, баллистических ракет подводных лодок и тяжёлых бомбардировщиков, оснащённых 1420 ядерными боезарядами. При этом общее число носителей (развёрнутых и не развёрнутых) ядерного оружия составляет 775 единиц, что соответствует установленным Договором СНВ-III суммарным количествам стратегических наступательных вооружений.
Российское ядерное оружие досталось в наследство от СССР (включая ядерные арсеналы, вывезенные с территории бывших трёх советских республик: БССР, КазССР и УССР). 
По информации президента РФ Владимира Путина, оснащенность ядерных сил РФ современными образцами вооружений на конец 2024 года составила 94%.

## Военная доктрина России
Согласно новой редакции военной доктрины, РФ оставляет за собой право применить ядерное оружие в ответ на применение против неё и (или) её союзников ядерного и других видов оружия массового поражения, а также в случае агрессии против РФ с применением обычного оружия, когда под угрозу поставлено само существование государства.
25 сентября 2024 года президент России Владимир Путин сообщил о том, что Россия меняет свою ядерную доктрину, существенно расширяя перечень причин для использования ядерного оружия. По мнению экспертов, это стало реакцией на возможные удары Украины вглубь территории России ракетами, предоставленными странами Запада. По предложению Владимира Путина, в обновленной доктрине агрессия против РФ со стороны не ядерного государства, но при поддержке ядерной державы будет рассматриваться как их совместное нападение на Россию. Также использование ядерного оружия Россией может быть рассмотрено при получении достоверной информации «о массированном старте средств воздушно-космического нападения и пересечении ими государственной границы». Среди средств нападения названы самолеты, крылатые ракеты, беспилотники и другие летательные аппараты. Вместе с этим РФ может применить ядерное оружие в случае агрессии против Белоруссии, как члена Союзного государства или если противник создает критическую угрозу суверенитету России, «используя обычное оружие». 19 ноября 2024 года Владимир Путин утвердил новую ядерную доктрину РФ. 

## Состояние СЯС
В составе Ракетных войск стратегического назначения по состоянию на 2024 год предположительно находилось 329 пусковых установок ракетных комплексов межконтинентальных баллистических ракет МБР способных нести около 1 244 боевых блоков, в том числе на боевом дежурстве РВСН:
- 34 тяжёлых ракет Р-36М2 (SS-18, Satan);
- 10 ракет УР-100Н УТТХ с гиперзвуковым боевым оснащением Авангард (SS-19);
- 60 комплексов РТ-2ПМ2 «Тополь-М» шахтного базирования (SS-27);
- 18 мобильных комплексов РТ-2ПМ2 «Тополь-М» (SS-27);
- 180 мобильных комплексов РС-24 «Ярс» (SS-27 Mod 2);
- 24 РС-24 «Ярс» шахтного базирования.

В составе Военно-морского флота России по состоянию на 2024 год находятся 12 атомных подводных лодок с баллистическими ракетами ПЛАРБ с 192 пусковыми установками, способных нести до 992 боевых блоков, однако реальное число развёрнутых боезарядов меньше, поскольку полное число боезарядов ограничено условиями Договора СНВ-3 .

Основу морских стратегических сил России составляют 5 ракетоносцев проекта 667БДРМ «Дельфин» (Delta IV), оснащенных 80 (16х5) пусковыми установками (ПУ) с баллистическим ракетами подводных лодок (БРПЛ) Р-29РМУ2 «Синева», (SS-23) и их модификацией Р-29РМУ2.1 «Лайнер».
Также на боевую вахту заступили 7 подводных лодок проекта 955A «Борей», оснащённых 112 (16×7) ПУ со стратегическими ракетами Р-30 «Булава».
Российские стратегические МБР наземного базирования в составе РВСН развёрнуты в позиционных районах 11 ракетных дивизий трёх ракетных армий. Российские стратегические ПЛАРБ с БРПЛ действуют в составах Северного и Тихоокеанского флотов ВМФ ВС России с пяти[уточнить] военно-морских баз — баз ПЛАРБ. Стратегические бомбардировщики дальней авиации России базируются на 3 - 6[уточнить] авиабазах.
По состоянию на 1 сентября 2018 г. в составе стратегических ядерных сил России находилось 1420 ядерных боезаряда на 517 развёрнутых стратегических носителях, общее количество развёрнутых и не развёрнутых носителей составляло 775 единиц.
По договору СНВ-III, каждый развёрнутый стратегический бомбардировщик засчитывается как носитель с одним ядерным боезарядом. Число ядерных бомб и крылатых ракет с ядерной БЧ, которое могут нести развёрнутые стратегические бомбардировщики, не учитывается.
21 декабря 2022 года министр обороны России Сергей Шойгу заявил, что в завершающемся году стратегическим ядерным силам было уделено особое внимание. За этот период для них было построено 650 высокотехнологичных объектов, в том числе — для размещения ракетных комплексов «Авангард», «Сармат» и «Ярс».

### Ракетные войска стратегического назначения
| Ракетный комплекс                           | Число | Боезарядов на носителе | Всего боезарядов | Места дислокации                                                   |
| ------------------------------------------- | ----- | ---------------------- | ---------------- | ------------------------------------------------------------------ |
| Р-36М2 «Воевода» (шахтного базирования)     | 34    | 10                     | 340              | Домбаровский, Ужур                                                 |
| УР-100Н УТТХ (шахтного базирования)         | 10    | 1                      | 10               | Домбаровский                                                       |
| РТ-2ПМ2 «Тополь-М» (шахтного базирования)   | 60    | 1                      | 60               | Татищево                                                           |
| РТ-2ПМ2 «Тополь-М» (мобильного базирования) | 18    | 1                      | 18               | Тейково                                                            |
| РС-24 «Ярс» (мобильного базирования)        | 180.  | 4[уточнить]            | 720              | Тейково, Йошкар-Ола, Нижний Тагил, Новосибирск, Иркутск, Выползово |
| РС-24 «Ярс» (шахтного базирования)          | 24    | 4[уточнить]            | 96               | Козельск                                                           |
| Всего                                       | 329   |                        | 1244             |                                                                    |

### Морские стратегические силы
С 2010 года морские стратегические ядерные силы представлены двумя соединениями подводных лодок — 31-й ДиПЛ на Северном флоте и 25-й ДиПЛ на Тихоокеанском флоте.
К  2024 года в состав морских ядерных стратегических сил России входили сосредоточенные на Северном флоте пять лодок проекта 667БДРМ с жидкотопливными баллистическими ракетами Р-29РМУ2 «Синева» и Р-29РМУ2.1 «Лайнер»: К-51 «Верхотурье», К-114 «Тула», К-117 «Брянск», К-18 «Карелия», К-407 «Новомосковск» и распределённые между Северным и Тихоокеанским флотами 7 подводных лодок проекта 955 и 955А «Борей» с твёрдотопливными баллистическими ракетами Р-30 «Булава»: К-535 «Юрий Долгорукий», К-549 «Князь Владимир» (Северный флот), К-550 «Александр Невский», К-551 «Владимир Мономах», К-552 «Князь Олег», К-553 «Генералиссимус Суворов», К-554 «Император Александр III» (Тихоокеанский флот). Готовится к принятию в состав Северного флота восьмой корабль, К-555 «Князь Пожарский», строительство серии продолжается.
| Тип ракетоносца   | Ракетоносцев | БРПЛ              | Боезарядов на БРПЛ (на АПЛ) | Всего боезарядов |
| ----------------- | ------------ | ----------------- | --------------------------- | ---------------- |
| 667БДРМ «Дельфин» | 5            | 80 Р-29РМУ2       | 4 (64)                      | 320              |
| 955 «Борей»       | 7            | 112 Р-30 «Булава» | 6 (96)                      | 672              |
| Всего             | 12           | 192               |                             | 992              |

В скобках указано общее число развёрнутых и неразвёрнутых РПКСН (в строю, на ремонте и модернизации, на испытаниях)

### Стратегическая авиация[26]
| Тип бомбардировщика | Бомбардировщиков | Тип и число крылатых ракет | Всего крылатых ракет |
| ------------------- | ---------------- | -------------------------- | -------------------- |
| Ту-95МС6/Ту-95МС16  | 52               | 6/14 Х-55СМ                | 430                  |
| Ту-160              | 15               | 12 Х-55СМ или Х-102        | 156                  |
| Всего               | 67               |                            | 586                  |

## Численность и соотношение компонентов СЯС России
| Соотношение компонентов СЯС и динамика их сокращений с 1990 года по 2016 год. | Соотношение компонентов СЯС и динамика их сокращений с 1990 года по 2016 год. | Соотношение компонентов СЯС и динамика их сокращений с 1990 года по 2016 год. | Соотношение компонентов СЯС и динамика их сокращений с 1990 года по 2016 год. | Соотношение компонентов СЯС и динамика их сокращений с 1990 года по 2016 год. | Соотношение компонентов СЯС и динамика их сокращений с 1990 года по 2016 год. | Соотношение компонентов СЯС и динамика их сокращений с 1990 года по 2016 год. | Соотношение компонентов СЯС и динамика их сокращений с 1990 года по 2016 год. | Соотношение компонентов СЯС и динамика их сокращений с 1990 года по 2016 год. | Соотношение компонентов СЯС и динамика их сокращений с 1990 года по 2016 год. | Соотношение компонентов СЯС и динамика их сокращений с 1990 года по 2016 год. | Соотношение компонентов СЯС и динамика их сокращений с 1990 года по 2016 год. | Соотношение компонентов СЯС и динамика их сокращений с 1990 года по 2016 год. | Соотношение компонентов СЯС и динамика их сокращений с 1990 года по 2016 год. | Соотношение компонентов СЯС и динамика их сокращений с 1990 года по 2016 год. | Соотношение компонентов СЯС и динамика их сокращений с 1990 года по 2016 год. | Соотношение компонентов СЯС и динамика их сокращений с 1990 года по 2016 год. |
| Носители                                                                      | Число боезарядов по годам                                                     | Число боезарядов по годам                                                     | Число боезарядов по годам                                                     | Число боезарядов по годам                                                     | Число боезарядов по годам                                                     | Число боезарядов по годам                                                     | Число боезарядов по годам                                                     | Число боезарядов по годам                                                     | Число боезарядов по годам                                                     | Число боезарядов по годам                                                     | Число боезарядов по годам                                                     | Число боезарядов по годам                                                     | Число боезарядов по годам                                                     | Число боезарядов по годам                                                     | Число боезарядов по годам                                                     | Число боезарядов по годам                                                     |
|                                                                               | 1990                                                                          | июль 1997                                                                     | июль 2000                                                                     | октябрь 2005                                                                  | июль 2010                                                                     | январь 2015                                                                   | апрель 2016                                                                   |                                                                               |                                                                               |                                                                               |                                                                               |                                                                               |                                                                               |                                                                               |                                                                               |                                                                               |
| МБР                                                                           | МБР                                                                           | МБР                                                                           | МБР                                                                           | МБР                                                                           | МБР                                                                           | МБР                                                                           | МБР                                                                           | МБР                                                                           | МБР                                                                           | МБР                                                                           | МБР                                                                           | МБР                                                                           | МБР                                                                           | МБР                                                                           | МБР                                                                           | МБР                                                                           |
| ----------------------------------------------------------------------------- | ----------------------------------------------------------------------------- | ----------------------------------------------------------------------------- | ----------------------------------------------------------------------------- | ----------------------------------------------------------------------------- | ----------------------------------------------------------------------------- | ----------------------------------------------------------------------------- | ----------------------------------------------------------------------------- | ----------------------------------------------------------------------------- | ----------------------------------------------------------------------------- | ----------------------------------------------------------------------------- | ----------------------------------------------------------------------------- | ----------------------------------------------------------------------------- | ----------------------------------------------------------------------------- | ----------------------------------------------------------------------------- | ----------------------------------------------------------------------------- | ----------------------------------------------------------------------------- |
| РС-10                                                                         | 3260                                                                          | 0                                                                             | 0                                                                             | 0                                                                             | 0                                                                             | 0                                                                             | 0                                                                             |                                                                               |                                                                               |                                                                               |                                                                               |                                                                               |                                                                               |                                                                               |                                                                               |                                                                               |
| РС-12                                                                         | 400                                                                           | 0                                                                             | 0                                                                             | 0                                                                             | 0                                                                             | 0                                                                             | 0                                                                             |                                                                               |                                                                               |                                                                               |                                                                               |                                                                               |                                                                               |                                                                               |                                                                               |                                                                               |
| РС-16                                                                         | 1880                                                                          | 0                                                                             | 0                                                                             | 0                                                                             | 0                                                                             | 0                                                                             | 0                                                                             |                                                                               |                                                                               |                                                                               |                                                                               |                                                                               |                                                                               |                                                                               |                                                                               |                                                                               |
| РС-20                                                                         | 3080                                                                          | 1860                                                                          | 1800                                                                          | 850                                                                           | 590                                                                           | 480                                                                           | 460                                                                           |                                                                               |                                                                               |                                                                               |                                                                               |                                                                               |                                                                               |                                                                               |                                                                               |                                                                               |
| РС-18                                                                         | 1800                                                                          | 1020                                                                          | 900                                                                           | 774                                                                           | 420                                                                           | 180                                                                           | 120                                                                           |                                                                               |                                                                               |                                                                               |                                                                               |                                                                               |                                                                               |                                                                               |                                                                               |                                                                               |
| РС-22Ш                                                                        | 560                                                                           | 100                                                                           | 100                                                                           | 0                                                                             | 0                                                                             | 0                                                                             | 0                                                                             |                                                                               |                                                                               |                                                                               |                                                                               |                                                                               |                                                                               |                                                                               |                                                                               |                                                                               |
| РС-22Ж                                                                        | 330                                                                           | 360                                                                           | 360                                                                           | 0                                                                             | 0                                                                             | 0                                                                             | 0                                                                             |                                                                               |                                                                               |                                                                               |                                                                               |                                                                               |                                                                               |                                                                               |                                                                               |                                                                               |
| РС-12М                                                                        | 288                                                                           | 360                                                                           | 360                                                                           | 291                                                                           | 174                                                                           | 76                                                                            | 72                                                                            |                                                                               |                                                                               |                                                                               |                                                                               |                                                                               |                                                                               |                                                                               |                                                                               |                                                                               |
| РС-12М2                                                                       | 0                                                                             | 0                                                                             | 20                                                                            | 40                                                                            | 49                                                                            | 60                                                                            | 60                                                                            |                                                                               |                                                                               |                                                                               |                                                                               |                                                                               |                                                                               |                                                                               |                                                                               |                                                                               |
| РС-12М2 мобильный                                                             | 0                                                                             | 0                                                                             | 0                                                                             | 0                                                                             | 15                                                                            | 18                                                                            | 18                                                                            |                                                                               |                                                                               |                                                                               |                                                                               |                                                                               |                                                                               |                                                                               |                                                                               |                                                                               |
| РС-24 мобильный                                                               | 0                                                                             | 0                                                                             | 0                                                                             | 0                                                                             | 24                                                                            | 216                                                                           | 252                                                                           |                                                                               |                                                                               |                                                                               |                                                                               |                                                                               |                                                                               |                                                                               |                                                                               |                                                                               |
| РС-24 шахтный                                                                 | 0                                                                             | 0                                                                             | 0                                                                             | 0                                                                             | 0                                                                             | 16                                                                            | 40                                                                            |                                                                               |                                                                               |                                                                               |                                                                               |                                                                               |                                                                               |                                                                               |                                                                               |                                                                               |
| Всего                                                                         | 6612                                                                          | 3700                                                                          | 3540                                                                          | 1955                                                                          | 1248                                                                          | 1026                                                                          | 1022                                                                          |                                                                               |                                                                               |                                                                               |                                                                               |                                                                               |                                                                               |                                                                               |                                                                               |                                                                               |
| БРПЛ                                                                          |                                                                               |                                                                               |                                                                               |                                                                               |                                                                               |                                                                               |                                                                               |                                                                               |                                                                               |                                                                               |                                                                               |                                                                               |                                                                               |                                                                               |                                                                               |                                                                               |
| РСМ-25                                                                        | 192                                                                           | 16                                                                            | 0                                                                             | 0                                                                             | 0                                                                             | 0                                                                             | 0                                                                             |                                                                               |                                                                               |                                                                               |                                                                               |                                                                               |                                                                               |                                                                               |                                                                               |                                                                               |
| РСМ-40                                                                        | 280                                                                           | 192                                                                           | 48                                                                            | 0                                                                             | 0                                                                             | 0                                                                             | 0                                                                             |                                                                               |                                                                               |                                                                               |                                                                               |                                                                               |                                                                               |                                                                               |                                                                               |                                                                               |
| РСМ-45                                                                        | 12                                                                            | 0                                                                             | 0                                                                             | 0                                                                             | 0                                                                             | 0                                                                             | 0                                                                             |                                                                               |                                                                               |                                                                               |                                                                               |                                                                               |                                                                               |                                                                               |                                                                               |                                                                               |
| РСМ-50                                                                        | 672                                                                           | 624                                                                           | 576                                                                           | 288                                                                           | 207                                                                           | 192                                                                           | 96                                                                            |                                                                               |                                                                               |                                                                               |                                                                               |                                                                               |                                                                               |                                                                               |                                                                               |                                                                               |
| РСМ-52                                                                        | 1200                                                                          | 1200                                                                          | 1200                                                                          | 0                                                                             | 0                                                                             | 0                                                                             | 0                                                                             |                                                                               |                                                                               |                                                                               |                                                                               |                                                                               |                                                                               |                                                                               |                                                                               |                                                                               |
| РСМ-54                                                                        | 448                                                                           | 448                                                                           | 448                                                                           | 384                                                                           | 384                                                                           | 320                                                                           | 320                                                                           |                                                                               |                                                                               |                                                                               |                                                                               |                                                                               |                                                                               |                                                                               |                                                                               |                                                                               |
| РСМ-56                                                                        | 0                                                                             | 0                                                                             | 0                                                                             | 0                                                                             | 0                                                                             | 96                                                                            | 288                                                                           |                                                                               |                                                                               |                                                                               |                                                                               |                                                                               |                                                                               |                                                                               |                                                                               |                                                                               |
| Всего                                                                         | 2804                                                                          | 2480                                                                          | 2272                                                                          | 672                                                                           | 591                                                                           | 608                                                                           | 704                                                                           |                                                                               |                                                                               |                                                                               |                                                                               |                                                                               |                                                                               |                                                                               |                                                                               |                                                                               |
| АСЯС                                                                          |                                                                               |                                                                               |                                                                               |                                                                               |                                                                               |                                                                               |                                                                               |                                                                               |                                                                               |                                                                               |                                                                               |                                                                               |                                                                               |                                                                               |                                                                               |                                                                               |
| Ту-95МС                                                                       | 924                                                                           | 704                                                                           | 726                                                                           | 704                                                                           | 688                                                                           | 640                                                                           | 616                                                                           |                                                                               |                                                                               |                                                                               |                                                                               |                                                                               |                                                                               |                                                                               |                                                                               |                                                                               |
| Ту-95                                                                         | 63                                                                            | 10                                                                            | 4                                                                             | 0                                                                             | 0                                                                             | 0                                                                             | 0                                                                             |                                                                               |                                                                               |                                                                               |                                                                               |                                                                               |                                                                               |                                                                               |                                                                               |                                                                               |
| Ту-160                                                                        | 180                                                                           | 72                                                                            | 180                                                                           | 168                                                                           | 156                                                                           | 168                                                                           | 192                                                                           |                                                                               |                                                                               |                                                                               |                                                                               |                                                                               |                                                                               |                                                                               |                                                                               |                                                                               |
| Всего                                                                         | 1167                                                                          | 786                                                                           | 910                                                                           | 872                                                                           | 844                                                                           | 808                                                                           | 808                                                                           |                                                                               |                                                                               |                                                                               |                                                                               |                                                                               |                                                                               |                                                                               |                                                                               |                                                                               |
| Всего боезарядов                                                              | 10583                                                                         | 6966                                                                          | 6722                                                                          | 3499                                                                          | 3293                                                                          | 2312                                                                          | 2414                                                                          |                                                                               |                                                                               |                                                                               |                                                                               |                                                                               |                                                                               |                                                                               |                                                                               |                                                                               |
| Боезарядов на дежурстве                                                       | 10583                                                                         | 6966                                                                          | 5518                                                                          | 2198                                                                          | 2002                                                                          | 1643                                                                          | 1735                                                                          |                                                                               |                                                                               |                                                                               |                                                                               |                                                                               |                                                                               |                                                                               |                                                                               |                                                                               |

## Ядерно-техническое обеспечение и безопасность
Базы хранения ядерных зарядов находится под управлением 12-го главного управления Министерства обороны.

## ЗАТО
Закрытые административно-территориальные образования (ЗАТО) ядерного оружейного комплекса:
- Саров (Арзамас-16) — разработка ядерных боеприпасов (ВНИИЭФ), серийное производство ядерных боеприпасов (Электромеханический завод Авангард)
- Снежинск (Челябинск-70) — разработка ядерных боеприпасов (ВНИИТФ)
- Лесной (Свердловск-45) — серийное производство ядерных боеприпасов (комбинат «Электрохимприбор»)
- Трехгорный (Златоуст-36) — серийное производство ядерных боеприпасов (Приборостроительный завод)
- Заречный (Пенза-19) — серийное производство компонентов ядерных боеприпасов (ПО Старт)
- Озёрск (Челябинск-65) — производство плутония, производство трития, производство деталей ядерных боеприпасов (высокообогащенный уран, плутоний, тритий) (ПО Маяк)

### Данные MOU
- По состоянию на 1 апреля 2016 г.
- Архив данных по MOU за 2009—2016 год
- Архив данных по MOU за 2001—2008 год